# Dwór w Starbieninie
Dwór w Strabieninie – zabytkowy dwór w Starbieninie.
Powstał na przełomie XIX/XX w. W latach 1871–1945 właścicielami majątku była rodzina Hammerów. Po wojnie został upaństwowiony, w zarządzie m.in. Gdańskiego Przedsiębiorstwo Hodowli Roślin i Nasiennictwa oraz RSW „Prasa-Książka-Ruch”. Od 1995 roku zespół dworsko-parkowy przejął w użytkowanie Kaszubski Uniwersytet Ludowy w Wieżycy i przywracając całość do dawnej świetności otworzył tu swoją filię – Ośrodek Edukacji Ekologicznej z działającą elektrownią wiatrową, instalacją solarną oraz kotłownią na biopaliwa. Obiekt świadczy również usługi hotelarskie.